# Małe Węgorzynko
Małe Węgorzynko – kolonia w Polsce położona w województwie zachodniopomorskim, w powiecie łobeskim, w gminie Węgorzyno.
W latach 1975–1998 kolonia administracyjnie należała do województwa szczecińskiego.